# Turdus kessleri
Turdus kessleri là một loài chim trong họ Turdidae.